# Brachypteracias
Brachypteracias är ett släkte med fåglar inom familjen markblåkråkor. Det omfattar numera vanligen två arter, varav en är utdöd, båda hemmahörande liksom hela familjen på Madagaskar:
- Tjocknäbbad markblåkråka (Brachypteracias leptosomus)
- Ampozamarkblåkråka (Brachypteracias langrandi) – utdöd

Tidigare inkluderades även fjällig markblåkråka (Geobiastes squamiger).